# Округ Брчко
О́круг Брчко (босн. Brčko Distrikt Bosne i Hercegovine, хорв. Distrikt Brčko Bosne i Hercegovine, серб. Брчко Дистрикт Босне и Херцеговине) — де-факто область под международным управлением вокруг города Брчко на северо-востоке Боснии и Герцеговины. Де-юре округ является частью как Республики Сербской, так и Федерации Боснии и Герцеговины, однако фактически не контролируется ни теми, ни другими. Самоуправление как таковое отсутствует, хотя формально существуют мэр и окружная ассамблея. Настоящая же власть сосредоточена в руках руководителя округа, который назначается Верховным представителем, с 13 августа 2024 года им является американский дипломат Луис Кришок.

## История округа Брчко
Накануне Боснийской войны территория округа была населена преимущественно босняками, двумя другими крупными меньшинствами были хорваты и сербы. На территории округа действовали три предприятия, а также речной порт. В ходе войны все крупные предприятия и значительная часть жилого фонда были разрушены. Сам округ накануне Дейтонских соглашений 1995 года был разделен на две примерно равные части между сторонами Боснийской войны. Республике Сербской принадлежало 48 % территории округа (225 км², включая город Брчко), а Федера́ции Бо́снии и Герцегови́ны — оставшиеся 52 % (239 км²).
На Дейтонских переговорах четко обозначился стратегический статус Брчко — округ стал единственным узким коридором, соединяющим две части Республики Сербской. В Дейтонских соглашениях, в статье 5 приложения 2 указывалось:
Статья V: Арбитраж для Области Брчко
1. Стороны соглашаются на обязательный арбитраж спорной части границы между образованиями в округе Брчко, обозначенной на карте, представленной в Приложении.

2. Не позже чем через шесть месяцев после вступления в силу этого Соглашения, Федерация должна назначить одного арбитра, и Республика Сербская должна назначить одного арбитра. Третий арбитр должен быть отобран по соглашению между Сторонами в течение тридцати дней после этого. Если к соглашению прийти не удастся, то третий арбитр должен быть назначен президентом Международного суда. Третий арбитр должен служить председателем арбитража.
Таким образом в п. V.1 Дейтонского соглашения однозначно говорится, что округ Брчко является частью Республики Сербской и Федерации Боснии и Герцеговины, поскольку через округ проходит спорный участок границы между этими энтитетами.
Арбитром от Республики Сербской стал Витомир Попович, а от Федерации — Казим Садикович. Республика Сербская и Федерация не смогли договориться о третьем арбитре с правом решающего голоса. Поэтому третьим судьей был назначен решением Президента Международного суда американский дипломат Роберт Оуэн.
Временная международная администрация должна была действовать до решения вопроса арбитражным судом. Уже 14 февраля 1997 г. Арбитражный трибунал постановил ввести «Временный международный контроль реализации Дейтона в районе Брчко», мотивируя это «продолжающимся неисполнением Дейтонских соглашений в общине Брчко РС, в особенности в отношении свободы передвижения и возвращения беженцев» и «вызванного этим высокого напряжения». Также было дано предупреждение Республике Сербской, что если нарушения с её стороны продолжатся, то Арбитражный трибунал сможет определить, что город Брчко «становится специальным районом Боснии-Герцеговины, подчиненным исключительно законам БиГ».
В 1999 г. арбитражный суд вынес окончательное решение о том, что округ Брчко должен быть особой автономной территорией в составе Боснии и Герцеговины, не входящей ни в состав Федерации Боснии и Герцеговины, ни в состав Республики Сербской. Из-за решения суда Республика Сербская потеряла непрерывность своих территорий, а Федерация получила коридор для доступа к своим северным анклавам напрямую и через территорию Хорватии. Однако исполнение этого решения до настоящего времени откладывается. В 1990-е — 2000-е годы округ фактически стал независим как от Республики Сербской, так и от Федерации Боснии и Герцеговины. В 2006 году тогдашний руководитель округа Сьюзан Джонсон отменила на его территории действие всех законодательных актов, кроме общегосударственных и законодательства самого округа.

## Территория и население
Площадь округа составляет 493 км². Численность населения по переписи 2013 года составила 93.028 человек. Из них около 40 % — сербы, 39 % — босняки и 20 % — хорваты.
По переписи 1991 года — 87.627 человек, в том числе 38.617 человек — босняки (44,06 %), 22.252 человека — хорваты (25,39 %), 18.128 человек — сербы (20,68 %), 5.731 человек — югославы (6,54 %), 2.899 человек — остальные и неизвестные (3,30 %). При этом для округа в 1991 году была характерна этническая чересполосица. Например, мусульмане составляли 56 % населения города Брчко.
В результате войны, к 1995 году округ фактически распался на три почти моноэтничные территории: сербскую часть (сам город Брчко и его окрестности), мусульманскую общину Рахич-Брчко и хорватскую общину Равне-Брчко. Соответственно мусульманское и хорватское население было изгнано (или бежало) из сербской части округа, а сербское население, соответственно, изгнано из мусульманской и хорватской общины. Кроме того, в сам город прибыли сербские беженцы из остальной части Боснии и Республики Сербская Краина.

### Возвращение в Брчко беженцев и перемещённых лиц
Международные Контролеры поощряли возвращение беженцев. Это вызвало сопротивление властей Республики Сербской, которые уклонялись от выдачи документов возвращенцам. Поэтому Контролер 12 августа 1997 г. ввел для них временные удостоверения личности с символикой Управления Верховного представителя. Это подействовало — 4 сентября 1997 года премьер-министр Республики Сербской Г. Кличкович на встрече с Фаррандом согласился выдавать удостоверения возвращенцам из Федерации в день прибытия и в той же деревне. Возвращение беженцев шло уже в 1997 году. За 1999 год в округ вернулись около 3800 беженцев и перемещенных лиц. За 2000—2008 годы в округ возвратились 15 483 босняка, 3985 хорватов, 2627 сербов.

## Население

### Естественное движение
| Дата       | Население | Рождений | Смертей | Е.п. | Рожд., (‰) | Смерт., (‰) | Е.п, (‰) | ОПЖ (лет) | В т.ч мужчин | В т.ч Женщин |
| ---------- | --------- | -------- | ------- | ---- | ---------- | ----------- | -------- | --------- | ------------ | ------------ |
| 31.12.2004 |           | 984      | 791     | 193  |            |             |          | 70,60     | 68,10        | 73,20        |
| 31.12.2005 | 83 930    | 977      | 830     | 147  | 11,64      | 9,89        | 1,75     | 71,15     | 68,41        | 74,07        |
| 31.12.2006 | 84 100    | 912      | 742     | 170  | 10,84      | 8,82        | 2,02     | 71,47     | 68,50        | 74,79        |
| 31.12.2007 | 84 258    | 976      | 818     | 158  | 11,58      | 9,71        | 1,88     | 70,28     | 67,66        | 73,00        |
| 31.12.2008 | 84 233    | 905      | 890     | 15   | 10,74      | 10,57       | 0,18     | 70,71     | 67,10        | 74,65        |
| 31.12.2009 | 84 260    | 933      | 912     | 21   | 11,07      | 10,82       | 0,25     | 71,52     | 70,62        | 74,29        |
| 31.12.2010 | 83 995    | 916      | 906     | 10   | 10,91      | 10,79       | 0,12     | 72,12     | 69,75        | 74,99        |
| 31.12.2011 | 83 723    | 905      | 954     | -49  | 10,81      | 11,39       | -0,59    | 73,30     | 69,94        | 75,72        |
| 31.12.2012 | 83 516    | 964      | 923     | 41   | 11,54      | 11,05       | 0,49     | 71,53     | 69,09        | 72,61        |
| 31.12.2013 | 83 410    | 896      | 936     | -40  | 10,74      | 11,22       | -0,48    | 73,22     | 70,76        | 75,69        |
| 31.12.2014 | 83 309    | 919      | 1 000   | -81  | 11,03      | 12,00       | -0,97    | 71,67     | 69,14        | 74,35        |
| 31.12.2015 | 83 236    | 932      | 1 114   | -182 | 11,20      | 13,38       | -2,19    | 76,23     | 74,82        | 77,65        |
| 31.12.2016 | 83 254    | 878      | 990     | -112 | 10,55      | 11,89       | -1,35    |           |              |              |
| 31.12.2017 | 83 243    | 898      | 1 101   | -203 | 10,79      | 13,23       | -2,44    |           |              |              |
| 31.12.2018 | 83 234    | 861      | 1 032   | -171 | 10,34      | 12,40       | -2,05    |           |              |              |
| 31.12.2019 | 83 159    | 899      | 1 132   | -233 | 10,81      | 13,61       | -2,80    |           |              |              |
| 31.12.2020 | 82 684    | 784      | 1 200   | -416 | 9,48       | 14,51       | -5,03    |           |              |              |
| 31.12.2021 | 81 910    | 846      | 1 594   | -748 | 10,33      | 19,46       | -9,13    |           |              |              |
| 31.12.2022 | 81 414    | 860      | 1 242   | -382 | 10,56      | 15,25       | -4,69    |           |              |              |
| 31.12.2023 | 80 945    | 811      | 1 114   | -303 | 10,02      | 13,76       | -3,74    |           |              |              |

| Год  | Округ Брчко | Босняки | (%)    | Сербы  | (%)    | Хорваты | (%)    | Другие | (%)   |
| ---- | ----------- | ------- | ------ | ------ | ------ | ------- | ------ | ------ | ----- |
| 1971 | 74771       | 30 181  | 40,36% | 18 795 | 25,14% | 24 925  | 33,34% | 870    | 1,16% |
| 1991 | 87332       | 39 300  | 45,00% | 23 579 | 27,00% | 21 833  | 25,00% | 2 620  | 3,00% |
| 1997 | 33623       | 10 569  | 31,43% | 20 270 | 60,29% | 2 650   | 7,88%  | 134    | 0,40% |
| 2006 | 84100       | 32 332  | 38,44% | 38 618 | 45,92% | 7 919   | 9,42%  | 5 231  | 6,22% |
| 2013 | 83410       | 35 381  | 42,42% | 28 884 | 34,63% | 17 252  | 20,68% | 1 893  | 2,27% |

перепись 1961 г.
- Этнический состав Брчко по поселениям 1961 г.
- Этнический состав Брчко по поселениям 1961 г.
- Доля босняков в Брчко по поселениям, 1961 г.
- Доля хорватов в Брчко по поселениям в 1961 г.
- Доля сербов в Брчко по поселениям, 1961 г.

перепись 1971 г.
- Этнический состав Брчко по поселениям 1971 г.
- Этнический состав Брчко по поселениям 1971 г.
- Доля босняков в Брчко по поселениям, 1971 г.
- Доля хорватов в Брчко по поселениям в 1971 г.
- Доля сербов в Брчко по поселениям, 1971 г.

перепись 1981 г.
- Этнический состав Брчко по поселениям 1981 г.
- Этнический состав Брчко по поселениям 1981 г.
- Доля босняков в Брчко по поселениям в 1981 г.
- Доля хорватов в Брчко по поселениям в 1981 г.
- Доля сербов в Брчко по поселениям, 1981 г.

перепись 1991 г.
- Этнический состав Брчко по поселениям 1991 г.
- Этнический состав Брчко по поселениям 1991 г.
- Доля босняков в Брчко по поселениям в 1991 г.
- Доля хорватов в Брчко по поселениям в 1991 г.
- Доля сербов в Брчко по поселениям в 1991 г.

перепись 2013 г.
- Этнический состав Брчко по поселениям, 2013 г.
- Этнический состав Брчко по поселениям, 2013 г.
- Доля босняков в Брчко по поселениям, 2013 г.
- Доля хорватов в Брчко по поселениям, 2013 г.
- Доля сербов в Брчко по поселениям, 2013 г.

## Экономика
Довоенный Брчко был центром лесопереработки и скотоводства. Наиболее крупными предприятиями города были выпускавшая одежду фабрика Интерплет, фабрика Тесла, обувная фабрика Избор, завод по производству растительного масла Бималь, мясоперерабатывающий центр Бимекс. Также Брчко был важным транспортным узлом — через него проходили железная дорога и автотрасса. Мост на реке Сава делал Брчко основным коридором, соединившим промышленность района Тузлы с соседней Хорватией. Речной порт Лука на Саве связывал Боснию с дунайской речной системой. В ходе войны экономика округа была разрушена. Для её восстановления были выделены значительные средства США и ЕС. Например, были организованы курсы компьютерной грамотности за счёт Министерства сельского хозяйства США, охватившие более 1 тыс. слушателей. 6 460 семей возвращенцев получили сельскохозяйственный инструмент, проводилось обучение кадров сельскохозяйственного производства. ЕС оплатил восстановление моста через Саву, а госсекретарь США М. Олбрайт выделила 2 млн долларов, на которые казармы Вооружённых сил Республики Сербской перестроили в окружной суд и школы. За короткий срок международным властям удалось значительно поднять уровень жизни в округе, который стал значительно выше, чем в остальных частях Боснии. Уже в 2002 году средняя зарплата в округе составила 690 конвертируемых боснийских марок, при этом в Федерации Боснии и Герцеговины этот показатель составлял 512 конвертируемых боснийских марок, а в Республике Сербской 385 конвертируемых боснийских марок. При этом основная прожиточная корзина для семьи из 4 человек в округе стоила меньше — 412 боснийских марок против 462 боснийских марок и 442 боснийских марок соответственно.

## Сербское сопротивление международной администрации
В округе поначалу было некоторое сербское сопротивление международным властям. Власти Республики Сербской переименовали ряд улиц города Брчко в честь сербских национальных героев, в сентябре 1997 года открыли памятник вождю четников Д. Михайловичу, а в ноябре того же года попытались построить православную церковь в
бывшем мусульманском квартале Мерае. 28 августа 1997 года американский контингент попытался установить контроль над полицейскими объектами в Брчко и Биелине,
включая базу специальной полиции в поселке Яня. В ответ сторонниками Караджича были сожжены представительства и ряд машин, сотрудникам международных организаций пришлось эвакуироваться из города Брчко
. Международный Контролер Р. Фарранд пошёл на частичные уступки сербам, но в дальнейшем пресек сопротивление, сформировав в начале января 1998 года мультиэтничную полицию и распорядившись перенести памятники Д. Михайловичу и сербским воинам на городское кладбище, а спорным объектам дать нейтральные названия.
Вторым случаем сопротивления были волнения учеников и родителей в сентябре 2000 года в связи с притоком в школы округа детей беженцев-босняков. Контролер решил эту проблему путём временного введения моноэтничных классов, которые вскоре были ликвидированы.

## Система управления
В рамках Управления Верховного представителя ООН по Боснии и Герцеговине было создано отдельное учреждение во главе с контролером (Supervisor) Брчко в ранге заместителя (позднее — первого
заместителя) Верховного представителя. Контролер получил право «принятия обязательных установлений и приказов… имеющих приоритет над любым противоречащим законом», а «все … власти, включая сотрудников судов и полиции, обязаны подчиняться и реализовывать» его приказы. Контролер также имел право снимать с должности любого местного чиновника или депутата. О том, насколько реальна была власть контролера, свидетельствуют следующие случаи. Надзиратель Кларк за время своего правления отстранил по разным причинам 10 депутатов местной Скупщины из 29. В другом случае, когда в феврале 2003 года сербские депутаты местной Скупщины отказались назначить главой полиции округа Миленко Миличевича, то Надзиратель назначил его на эту должность
своим указом.
Важнейшими задачами контролера стали демократизация, обеспечение возвращения беженцев, разоружение и проведение приватизации.
В помощь контролера была в июне 1999 года создана Комиссия по пересмотру законодательства. Она функционировала до 31 октября 2001 года и включала двух представителей от Федерации, а также одного представителя от Республики Сербской. Главой Комиссии был американец М. Канавас, но он подчинялся опять-таки контролеру . Процедура законотворчества была такова. Комиссия разрабатывала проект закона, который после обсуждения экспертами поступал на утверждение местной Скупщины. В случае отказа Скупщины утвердить закон (это бывало крайне редко), закон утверждался решением контролеру. Комиссия работала очень плодотворно и успела написать 40 законов с подзаконными актами. Финансировалась Комиссия за счёт американского правительственного гранта в 1 млн долларов.
В рамках демократизации в округе был создан местный парламент — Скупщина. Её первый состав был назначен 21 марта 2000 года контролером Фаррандом из списков, представленных партиями: 13 мест досталось сербам, 9 — боснякам, 7 — хорватам. В 2004 году прошли первые выборы в окружную Скупщину. По их итогам этнический состав депутатского корпуса изменился: сербские партии получили 11 мест, босняцкие — 13 мест, а хорватские — 5 мест.

## Список международных контролеров округа Брчко
Контролероми округа последовательно были следующие лица (все американцы):
- Роберт Фарранд (Robert W. Farrand) — с 7 марта 1997 года по 2 июня 2000 года;
- Гэри Мэтьюз (Gary L. Matthews) — со 2 июня 2000 года по 14 марта 2001 года;
- Генри Кларк (Henry L. Clarke) — с 20 апреля 2001 года по 1 октября 2003 года;
- Сьюзан Джонсон (Susan R. Johnson) — с 16 января 2004 года по 1 октября 2006 года;
- Раффи Грегорян (Raffi Gregorian) — с 1 октября 2006 года по 2 августа 2010 года;
- Родерик Мур (Roderick W. Moore) — c 22 сентября 2010 года по 21 октября 2013 года;
- Тамир Вейсер (Tamir G. Waser) — c 21 октября 2013 года до августа 2014 года;
- Дэвид Робинсон (David M. Robinson) — c 1 сентября 2014 года до июня 2015 года;
- Брюс Бертон (Bruce G. Berton) — со 2 сентября 2015 года по октябрь 2017 года;
- Деннис Уолтер Хирн (Dennis Walter Hearne) — с октября 2017 года по ноябрь 2018 года;
- Майкл Скэнлан (Michael Scanlan) — с февраля 2019 года по 30 июня 2022 года;
- Джонатан Меннути (Jonathan Mennuti) — с 30 июня 2022 года по 13 августа 2024 года;
- Луис Кришок (Louis J. Crishock) — с 13 августа 2024 года;

## Вооруженные силы и полиция
Администрация округа особое внимание уделила демилитаризации Брчко. В августе 1999 года в ходе операции «Урожай» у местных было изъято и уничтожено более 9 тыс. единиц оружия, а в 2000 году из округа были выведены боевые части Республики Сербской и Мусульмано-хорватской Федерации. Полиция была создана на основе
приказа Контролера от 13 октября 1997 года и подчинялась
шефу полиции и двум его заместителям, представлявшим
основные этнические группы. При этом был фиксирован национальный состав полиции — 120 полицейских были сербами, 90 мусульманами и 20 хорватами. Претенденты проходили психологическую проверку, сдавали письменный экзамен по демократической правоохране и правам человека. Кроме того, будущих полицейских проверял МТБЮ. Полиэтничные патрули привели к большей безопасности и возвращению мусульман и хорватов, которые восстановили свой бизнес.

## Школьное обучение
Восстановление школьного образования шло поэтапно, чтобы предотвратить межэтнические столкновения между детьми. Школьная реформа началась с 2000 года, когда в округ уже вернулось много беженцев. Был создан единый окружной департамент, а учителя были выведены за штат. Затем учителей вновь наняли, но при условии подписания кодекса поведения. При этом учитель в Округе после подписания получал вдвое большую, чем в остальной Боснии зарплату, а также дополнительный социальный пакет (поездки, повышение квалификации и т. п.). Программа обучения также обновилась и состояла из сочетания общего блока предметов, который дети проходили совместно, и
«группы национальных предметов» (родной язык, история, география, музыка), которая преподавалась раздельно.
C осени 2001 года во всех школах Округа был введён смешанный преподавательский состав, и на смешанной основе набраны первые классы, а классы со 2 по 4-й оставались мононациональными и обучались посменно (мусульмане в первую, а сербы — во вторую смену). Эти меры носили кратковременный характер. Уже в 2003 году отменили посменное обучение, а с 2004 года отменили мононациональные классы.

## Места
В районе Брчко 59 населенных пунктов:
- Обрезка
- Боче
- Бодериста
- Брчко
- Брезик
- Брезово Поле
- Тюлень Брезово Поле
- Брка
- Брод
- Буковац
- Буквик Донжи
- Буквик Горни
- Бузекара
- Церик
- Чачавац
- Канде
- Чосета
- Дони Рахич
- Дони Зовик
- Дубрав
- Дубравице Донье
- Дубравице Горне
- Гаеви
- Горице
- Горни Рахич
- Горни Зовик
- Грбавица
- Гредице
- Исламовац
- Крбета
- Крепшич
- Ланишта
- Лукавац
- Маоча
- Маркович Поле
- Ограденовац
- Омербеговача
- Паланка
- Популярный Осьминог
- Поточари
- Расляни
- Ражлево
- Репино Брдо
- Сандичи
- Скакава Доня
- Скакава Горня
- Слиепчевичи
- Станови
- Шаторовичи
- Штрепцы
- Трняци
- Улица
- Улович
- Витановичи Дони
- Витановичи Горни
- Вучиловац
- Вуйчичи
- Вукшич Дони
- Вукшич Горни

## Правительство и политика
В окружном собрании Брчко 29 мест. Места для каждой партии распределяются следующим образом:
- 6 мест от Сербской демократической партии
- 5 мест от Социал-демократической партии
- 4 места от Партии демократического действия
- 3 места в Хорватском демократическом содружестве
- 3 места от Партии Боснии и Герцеговины
- 2 места в Союзе независимых социал-демократов
- 2 места от Хорватской крестьянской партии
- 2 места от Социалистической партии Республики Сербской
- 1 место от Демократической партии
- 1 вакансия независимого кандидата

По национальности:
- 13 босняцких
- 11 сербских
- 5 хорватских

## Руководители
В район Брчко был назначен «международный надзиратель». Он также является заместителем Верховного представителя по Боснии и Герцеговине. Эта должность была приостановлена в 2012 году. Эту должность исполняли следующие «руководители»:
1. Роберт Уильям Фарранд,7 марта 1997 - 2 июня 2000
2. Гэри Л. Мэтьюз, 2 июня 2000 - 14 марта 2001
3. Gerhard Sontheim, 14 марта 2001 - 20 апреля 2001 (временно)
4. Генри Ли Кларк, 20 апреля 2001 - 1 октября 2003
5. Gerhard Sontheim, 1 октября 2003 - 16 января 2004 (временно)
6. Сьюзан Роквелл Джонсон, 16 января 2004 - 1 октября 2006
7. Раффи Грегориан, 1 октября 2006 - 2 августа 2010
8. Gerhard Sontheim, 2 августа 2010 - 22 сентября 2010 (временно)
9. Родерик Мур, 22 сентября 2010 - 23 октября 2013

## Мэры
У власти в районе находились следующие мэры:
1. Миодраг Пайич (сербский) 1993 - 13 ноября 1997
2. Борко Релич (сербский) 13 ноября 1997 - 15 апреля 1999
3. Синиша Кисич (сербский) 15 апреля 1999 - 12 ноября 2003
4. Иван Крндель (хорватский) 12 ноября 2003 - 3 декабря 2003
5. Бранко Дамьянац (сербский) 3 декабря 2003 - 8 декабря 2004
6. Мирсад Джапо (босняк) 8 декабря 2004 - 12 февраля 2009
7. Драган Пайич (сербский) 12 февраля 2009 - ?

## Известные персоны
- Эдо Маайка — рэпер
- Младен Петрич  Хорватский футболист международного уровня.
- Весна Писарович  поп-певица
- Лепа Брена  певица
- Эдвин Канка Чудич  правозащитник из Боснии
- Анил Дервишевич — Владелец волейбольного клуба «Денвер-Эриа», тренер женской сборной Боснии и Герцеговины по волейболу.
- Женана Шеганович  пианист
- Антон Маглика  хорватский футболист
- Жасмин Имамович  политик
- Наташа Войнович  — сербская модель
- Мато Тадич  судья
- Бранкица Михайлович  — сербская волейболистка, чемпионка мира и Европы, серебряный призёр Летних Олимпийских игр 2016
- Инес Янкович  Сербский модельер
- Никола Ковач  является профессиональным игроком Counter-Strike: Global Offensive